# خانه شجاع فاضل
خانه آقای شجاع فاضل در شهرستان فومن، شهرک ماسوله واقع شده و این اثر در تاریخ ۲۵ اسفند ۱۳۸۰ با شمارهٔ ثبت ۵۳۶۷ به‌عنوان یکی از آثار ملی ایران به ثبت رسیده است.